# Allemagne de l'Est aux Jeux olympiques d'hiver de 1968
L'Allemagne de l'Est (République démocratique allemande) a participé, pour la première fois indépendante, aux jeux Olympiques d'hiver aux jeux de 1968 à Grenoble y remportant 5 médailles (1 en or, 2 en argent et 2 en bronze), se situant à la dixième place des nations au tableau des médailles.
Lors des trois éditions précédentes, les athlètes est-allemands avaient concouru avec les athlètes ouest-allemands dans l'équipe unifiée d'Allemagne, mais ces deux nations ont envoyé des équipes indépendantes dès les jeux de 1968.

## Liste des médaillés est-allemands

### Médailles d'or
| Sport              | Discipline         | Sportifs                    | Performance        |
| Médailles d'or : 1 | Médailles d'or : 1 | Médailles d'or : 1          | Médailles d'or : 1 |
| ------------------ | ------------------ | --------------------------- | ------------------ |
| Luge               | Duo (H)            | Klaus Bonsack Thomas Köhler | 1 min 35 s 85      |

### Médailles d'argent
| Sport                  | Discipline             | Sportifs               | Performance            |
| Médailles d'argent : 2 | Médailles d'argent : 2 | Médailles d'argent : 2 | Médailles d'argent : 2 |
| ---------------------- | ---------------------- | ---------------------- | ---------------------- |
| Luge                   | Solo (H)               | Thomas Köhler          | 2 min 52 s 66          |
| Patinage artistique    | Femmes                 | Gabriele Seyfert       | 1882,8 pts             |

### Médailles de bronze
| Sport                   | Discipline              | Sportifs                | Performance             |
| Médailles de bronze : 2 | Médailles de bronze : 2 | Médailles de bronze : 2 | Médailles de bronze : 2 |
| ----------------------- | ----------------------- | ----------------------- | ----------------------- |
| Combiné nordique        | Individuel (H)          | Andreas Kunz            | 444,10 pts              |
| Luge                    | Solo (H)                | Klaus Bonsack           | 2 min 53 s 33           |